# 스틸 (프로게이머)
스틸(본명: 문건영, 1998년 12월 15일 ~ )은 대한민국의 리그 오브 레전드 프로게이머로 포지션은 정글이다. 아이디는 Steal을 사용하며 현재 리그 오브 레전드 재팬 리그의 데토네이션 포커스미 소속이다.

## 선수 생활
CTU의 선수로 활동하기도 했다.
2016년 1월, 파토스에 입단했다.
2016년 6월, KT 롤스터에 입단했다. 서머 시즌 KT에서 서브 선수로 활동했다.
2017시즌을 앞두고 유럽 2부리그의 밀레니엄에 입단했다. 스프링 시즌 동안 부진한 모습을 보여주었다.
2017년 5월, 데토네이션 포커스미에 입단했다. 2017 서머 시즌 동안 좋은 모습을 보여주었으나 팀의 부진을 막지는 못했다. 리프트 라이벌즈 2017에서는 퍼플리프트에 출전해 LJL의 우승에 기여했다.
2017년 11월, 에버8 위너스에 입단했다. 하지만 2017년 12월, 팀에서 퇴단했다.
2018시즌을 앞두고 데토네이션 포커스미에 복귀했다. 스프링 시즌 팀의 준우승에 기여했으며 서머 시즌에서는 우승을 경험하면서 커리어 첫 리그 우승을 달성했다. 또한 롤드컵 2018에 참가하였다. 롤드컵에서는 좋지 않은 모습을 보여주었다.
2019 스프링 시즌에서도 팀의 우승에 기여했다. 2019 MSI에서는 부진한 모습을 보여주었다. 서머 시즌에서도 팀의 우승에 기여했다. 롤드컵 2019에서도 좋지 못한 모습을 보여주었다.
2021 스프링 시즌 팀의 우승에 기여했다. 스프링 시즌 종료 이후 LJL 올프로팀에 선정되었다. 2021 MSI에서 주전 정글러로 활동하면서 좋은 모습을 보여주었다. 서머 시즌에서도 팀의 우승에 기여했다.

## 소속팀
| # | 팀명                | 소속 기간               | 소속 리그 | 비고 |
| - | ------------------- | ----------------------- | --------- | ---- |
| 1 | KT 롤스터           | 2016.06.30 ~ 2016.12.05 | LCK       |      |
| 2 | 밀레니엄            | 2017.01.12 ~ 2017.05.01 | EUCS      |      |
| 3 | 데토네이션 포커스미 | 2017.05.17 ~ 2017.11.09 | LJL       |      |
| 4 | 에버8 위너스        | 2017.11.20 ~ 2017.12.10 | LCK       |      |
| 5 | 데토네이션 포커스미 | 2017.12.16 ~            | LJL       |      |

## 수상 내역
- 리그 오브 레전드 챔피언스 코리아 서머 2016 준우승
- 챌린지 프랑스 스프링 2017 우승
- 리프트 라이벌즈 2017 퍼플리프트 우승
- 리그 오브 레전드 재팬 리그 스프링 2018 준우승
- 리그 오브 레전드 재팬 리그 서머 2018 우승
- 리그 오브 레전드 재팬 리그 스프링 2019 우승
- 리그 오브 레전드 재팬 리그 서머 2019 우승
- 리그 오브 레전드 재팬 리그 스프링 2020 우승
- 리그 오브 레전드 재팬 리그 서머 2020 준우승
- 리그 오브 레전드 재팬 리그 스프링 2021 우승
- 리그 오브 레전드 재팬 리그 서머 2021 우승